# 亞里沙
亞里沙（日語：ありさ/亜里沙，1989年3月2日—）是日本福岡縣出身的前寫真偶像、女演員、健身教練。

## 經歷
2011年3月於青山學院大學畢業後，於IT企業就職。半年後在澀谷區被星探发现，由OL轉變為女演员，於2012年發表一本寫真集《ALiSA》和两支DVD寫真。
2015年3月26日宣佈退出演藝圈。

## 作品

### 写真集
- ALiSA（2012年4月，ISBN 9784845839605）

### DVD
1. ミルキー・グラマー（2012年8月31日、竹書房）
2. 愛を込めて（2012年12月21日、竹書房）
3. ワタシニ☆アルモノ（2013年5月24日、イーネット・フロンティア）
4. 恥ずかしすぎて（2013年8月30日、竹書房）
5. ふわトロ（2013年11月29日、エスデジタル）
6. ヒミツのアリサ（2014年2月20日、ラインコミュニケーションズ）
7. 抱きしめたい（2014年5月23日、竹書房）

## 外部連結
- 亞里沙的X（前Twitter）
- 亞里沙的Instagram帳戶
- 亞里沙的TikTok
- 亞里沙的Facebook專頁
- YouTube上的亞里沙頻道